# Saba Electric Company
Saba Electric Company N.V. (SEC) is een nutsbedrijf waarvan het openbaar lichaam Saba de enige aandeelhouder is. Het hoofdkantoor staat in The Bottom. Op 1 januari 2014 werd dit bedrijf afgesplitst van het vroegere Gemeenschappelijk Elektriciteitsbedrijf van de Bovenwindse Eilanden NV (GEBE).

## Oprichting
De Saba Electric Company werd op 13 augustus 1959 opgericht door Atthello Maude Edwards Jackson en haar neef Elmer W. Linzey. Op 20 oktober 1963 bracht het bedrijf voor het eerst elektriciteit naar The Bottom. In de loop van het volgende jaar bereikte het elektriciteitsnet ook Windwardside, St. Johns en Zions Hill, de andere drie woonkernen van Saba. In 1968 nam de Nederlandse overheid de laatste aandelen over. Het staatsbedrijf dat zo ontstond ging tegen 1970 op in het Gemeenschappelijk Elektriciteitsbedrijf van de Bovenwindse Eilanden (GEBE); sinds hetzelfde jaar was voor het eerst rond de klok elektriciteit beschikbaar op Saba. GEBE bestond tot 1 januari 2012, toen het in het kader van de staatkundige hervormingen binnen het Koninkrijk der Nederlanden, de maatschappij opnieuw ontbonden werd tot de Saba Electric Company (SEC) en de Statia Utility Company (Stuco). Beide maatschappijen zijn in handen van de respectievelijke openbare lichamen.

## Activiteiten
Van 1971 tot 2016 werd de elektriciteit op Saba opgewekt door een dieselgenerator die zich in de haven van Fort Bay bevond. Om het dieselverbruik te beperken en omdat de locatie in de haven onderhevig was aan overstromingsrisico's, besliste de overheid in 2013 om een nieuwe energiecentrale te bouwen. De Elmer Linzey Solar-Diesel Power Plant, gebouwd door het IJmuidense bedrijf Zwart Techniek BV, trad in februari 2016 in werking. Deze nieuwe centrale bestaat uit twee dieselgeneratoren met een gecombineerde capaciteit van 2,3 MWh. Bovendien wordt de helft van het energieverbruik van de centrale zelf voorzien door een zonnecentrale op het dak, die 65 kWh produceert.